# Diplonychini
Tribu
Les Diplonychini sont une tribu d'insectes hétéroptères (punaises) de la famille des Belostomatidae (Nepomorpha), de la sous-famille des Belostomatinae. La tribu compte environ vingt espèces réparties en deux genres.

## Description
Ovales à elliptiques, brunâtres et aplatis, aux pattes avant ravisseuses et aux pattes arrière natatoires, les Diplonychini ont les caractéristiques de tous les Belostomatinae (premier segment du rostre est plus long que large, de longueur presque égale à celle du 2e segment; les segments 5 et 6 de l'abdomen non subdivisés latéralement par un pli ressemblant à une suture; spiracles abdominaux au centre des latérotergites ventraux). Chez cette tribu, les tarses des pattes antérieures comprennent 3 segments (au lieu de 2 chez les Belostomatini), la pubescence du 4e latérotergite ventral n'atteint pas les marges externes, alors que c'est le cas chez Hydrocyrius et chez Limnogeton (Horvathiniinae). Le processus respiratoire situé à l'apex de l'abdomen est relativement court,.

## Répartition
Les deux genres de la tribu des Diplonychini se rencontrent de l'Afrique à l'Asie et jusqu'en Australie (pour l'une des deux espèces, Diplonychus).

## Biologie
Comme chez les autres Belostomatinae, les femelles pondent directement sur le dos des mâles, qui protègent ainsi la ponte, lui permettant de respirer, de rester humide et d'être à l'abri des prédateurs.

## Systématique
Lors de leur analyse approfondie de la famille, Ribeiro et al. ont proposé de distinguer au sein des Belostomatinae deux tribus, sur la base de caractères morphologiques et moléculaires: ils ont défini les Diplonychini comme groupe monophylétique, avec 2 genres de l'Ancien Monde, Appasus et Diplonychus, d'Afrique, d'Asie, et, pour le dernier également d'Australie, les séparant ainsi des Belostomatini (3 genres du Nouveau-Monde, Abedus, Belostoma et Weberiella).
Le genre Appasus comprend 13 espèces, et Diplonychus en comprend 5.

### Liste des genres
Selon BioLib (23 octobre 2022) :
- genre Appasus Amyot & Serville, 1843
- genre Diplonychus Laporte de Castelnau, 1833